# Joshua K. Ingalls
Joshua K. Ingalls, född 16 juli 1816, död 1898, var en individualanarkist av klassiskt amerikanskt snitt och frän kritiker av egendomsrättens utformning, samt lika frän kritiker av liberalismen. Ingalls menade att den statliga förvaltningen av marken i dåtidens USA var roten till fattigdomen. Ingalls tillhörde de s.k. Bostonanarkisterna, där bl.a. Benjamin Tucker, Lysander Spooner, Ezra Heywood och Josiah Warren räknades. Ingalls var skribent i Tidskriften Liberty.